# Tíquic
Tíquic és un dels setanta deixebles i un company Pau de Tars. No sabem res sobre la seva conversió al cristianisme.

## Història
Va néixer a la província romana d'Àsia (［Ac 20:4］), i molt probablement a Efes. Apareix al costat de Pau en el seu tercer viatge missioner de Corint per  Macedònia i Àsia Menor fins a Jerusalem. Estigué amb Pau durant el seu primer captiveri i va ser enviat a Àsia com a portador de cartes als Colossencs i Efesis (［Ef 6:21］ ［Col 4:7-8］). Segons Tit 3:12, Pau volia enviar Tíquic i Àrtemes a Creta per fer front a la manca de Titus. Sembla, però, que Artemis fou l'enviat, ja que durant la segona captivitat de Pau a Roma, Tíquic va ser enviat des d'allí a Efes. ［2 Tm 4:12］.
No se sap res més sobre la vida posterior de Tíquic amb seguretat i hi ha diverses ciutats que el reclamen com a bisbe propi. El Menologi de Basili II, que el commemora el 9 d'abril, el cita com a bisbe de Colofó i successor de Sòstenes. Altres tradicions fan que sigui encara bisbe de Calcedònia i Neàpolis.